# Campagne d'Estrémadure
Guerre d'Espagne
La campagne d'Estrémadure désigne un des tout premiers épisodes la guerre civile espagnole, entre le 5 et 14 août 1936. Au cours de ces opérations, l'armée rebelle des nationalistes a réussi à faire le jonction entre les deux principales zones qu'elle contrôlait depuis le soulèvement des 17 et 18 juillet 1936 : d'une part le nord-ouest et le centre-ouest de la péninsule, d'autre part le sud de l'Andalousie et le Maroc espagnol.  
L'avancée des nationalistes s'accompagne de grandes violences. Dans la province d'Estrémadure, l'historien Paul Preston a décompté 10 594 tués dans la répression menée par les nationalistes (contre 1 567 morts à la suite des violences des Républicains).

## Contexte
La campagne commença aux premiers jours du mois d'août, après que Franco eut réussi à faire franchir à ses troupes marocaines le détroit de Gibraltar. La redoutable armée d'Afrique, augmentée des requetés andalous fut lancée vers le nord afin de rejoindre Badajoz, au nord de la province d'Estrémadure, devant laquelle campaient les troupes du nord. 
Divisées en trois colonnes (celle de Carlos Asensio Cabanillas de Antonio Castejon Espinosa et de Heli Rolando de Tella ), les troupes nationalistes agirent sous le commandement général de Juan Yagüe. 

## Opérations
Cette campagne se solda par plusieurs succès nationalistes obtenus rapidement :
- bataille d'Almendralejo,
- bataille de Mérida, du 10 au 11 août 1936 ;
- bataille de Badajoz, le 14 août 1936, qui se solda par l'un des premiers massacres de la guerre civile.

## Bilan militaire
La prise de Badajoz marque la fin de la campagne d'Estrémadure. Elle fut essentielle car elle  permit la jonction des deux zones nationalistes. Les opérations des nationalistes se poursuivirent par la campagne du Tage, qui devait mener les troupes rebelles à Madrid. 
Localement, l'opération se poursuivit aux mois d'août et de septembre par la réduction des dernières poches de résistance de l'Estrémadure, qui avaient été évitées lors de la marche vers Badajoz, et qui se situaient pour la plupart près de la frontière portugaise.